# Skytte vid olympiska sommarspelen 1964

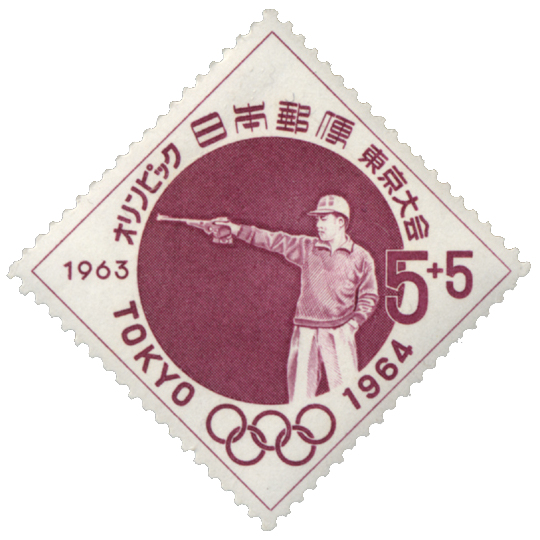

De olympiska tävlingarna i skytte 1964 avgjordes mellan den 15 och 17 oktober i Tokyo. 262 deltagare från 51 länder tävlade i sex grenar.

## Medaljörer
| Gren                                        | Guld                     | Silver                           | Brons                            |
| Snabbpistol Detaljer...                     | Pentti Linnosvuo Finland | Ion Tripșa Rumänien              | Lubomír Nácovský Tjeckoslovakien |
| Fripistol Detaljer...                       | Väinö Markkanen Finland  | Frank Green USA                  | Yoshihisa Yoshikawa Japan        |
| 300 meter gevär, tre positioner Detaljer... | Gary Anderson USA        | Shota Kveliashvili Sovjetunionen | Martin Gunnarsson USA            |
| 50 meter gevär, tre positioner Detaljer...  | Lones Wigger USA         | Velitjko Velitjkov Bulgarien     | László Hammerl Ungern            |
| 50 meter gevär, liggande Detaljer...        | László Hammerl Ungern    | Lones Wigger USA                 | Tommy Pool USA                   |
| Trap Detaljer...                            | Ennio Mattarelli Italien | Pāvels Seničevs Sovjetunionen    | William Morris USA               |

## Medaljtabell
| Pl.    | Nation          | Guld | Silver | Brons | Totalt |
| ------ | --------------- | ---- | ------ | ----- | ------ |
| 1      | USA             | 2    | 2      | 3     | 7      |
| 2      | Finland         | 2    | 0      | 0     | 2      |
| 3      | Ungern          | 1    | 0      | 1     | 2      |
| 4      | Italien         | 1    | 0      | 0     | 1      |
| 5      | Sovjetunionen   | 0    | 2      | 0     | 2      |
| 6      | Bulgarien       | 0    | 1      | 0     | 1      |
| 6      | Rumänien        | 0    | 1      | 0     | 1      |
| 8      | Japan           | 0    | 0      | 1     | 1      |
| 8      | Tjeckoslovakien | 0    | 0      | 1     | 1      |
| Totalt | Totalt          | 6    | 6      | 6     | 18     |